# Someday (Nickelback)
Someday è un singolo del 2003 della rock band Nickelback, il primo estratto dall'album The Long Road. Resta in prima posizione in Canada per tre settimane e raggiunge la posizione 7 in USA. La canzone è stata criticata da molti per essere troppo simile al loro primo successo internazionale How You Remind Me, avendo la stessa struttura e lo stesso stile, tuttavia le due canzoni hanno melodie differenti.
Il testo parla di una relazione fallita; il cantante racconta come si preferirebbe discutere dei problemi anziché lasciarsi.

## Video
Il videoclip ci fa subito pensare ad una relazione fallita, in cui una ragazza in lacrime prepara i bagagli e lascia una casa in cui un ragazzo si danna e cerca apparentemente di convincerla a desistere. In seguito la donna fa un incidente e dall'auto ne esce l'anima che abbraccia il fidanzato, morto qualche tempo prima in un altro disastro.
Nella versione iTunes, la donna esce illesa dall'incidente e, quando il ragazzo tenta di abbracciarla da dietro, lei sospira, segno che ha percepito la sua presenza, e in seguito se ne va, mentre lui svanisce.

## Tracce
Maxi-Single
1. Someday (versione album) - 3:25
2. Slow Motion - 3:32
3. Someday (versione acustica) - 3:23

CD
1. Someday (versione singolo) - 3:13
2. Someday (versione album) - 3:25

## Classifiche
| Chart             | Posizione più alta |
| ----------------- | ------------------ |
| Australia         | 4                  |
| Austria           | 11                 |
| Belgio (Vallonia) | 31                 |
| Canada            | 1                  |
| Paesi Bassi       | 9                  |
| Francia           | 61                 |
| Italia            | 9                  |
| Nuova Zelanda     | 9                  |
| Svezia            | 35                 |
| Svizzera          | 14                 |
| Regno Unito       | 6                  |
| Stati Uniti       | 7                  |